# Hayato Nishinoue
Hayato Nishinoue (japanisch 西埜植 颯斗 Nishinoue Hayato; * 21. Februar 1996 in der Präfektur Osaka) ist ein japanischer Fußballspieler.

## Karriere
Nishinoue erlernte das Fußballspielen in der Schulmannschaft der Kinki University Wakayama High School und der Universitätsmannschaft der Kochi-Universität. Seinen ersten Vertrag unterschrieb er 2018 beim FC Imabari. Für den Verein absolvierte er neun Ligaspiele. 2019 wechselte er zum Drittligisten Fujieda MYFC. 2020 wurde er an den Viertligisten Verspah Ōita ausgeliehen. Nach Ende der Ausleihe wurde er am 1. Februar 2021 von dem Verein aus Yufu fest unter Vertrag genommen. Nach drei Spielzeiten, in denen er 76 Ligaspiele bestritt, ging er im Februar 2024 nach Australien. Hier schloss er sich dem North Sunshine Eagles FC in St. Albans, einem Stadtteil von Melbourne, an. Nach einem Jahr kehrte er nach Japan zurück. Hier unterschrieb er einen Vertrag beim Fünftligisten Vonds Ichihara. Der Verein aus Ichihara spielt in der Kantō Soccer League (Div. 1).